# Région métropolitaine de Morgantown
 (janvier 2024).
 (janvier 2024).
La mise en forme du texte ne suit pas les recommandations de Wikipédia : il faut le « wikifier ».
Les points d'amélioration suivants sont les cas les plus fréquents. Le détail des points à revoir est peut-être précisé sur la page de discussion.
- Les titres sont pré-formatés par le logiciel. Ils ne sont ni en capitales, ni en gras.
- Le texte ne doit pas être écrit en capitales (les noms de famille non plus), ni en gras, ni en italique, ni en « petit »…
- Le gras n'est utilisé que pour surligner le titre de l'article dans l'introduction, une seule fois.
- L'italique est rarement utilisé : mots en langue étrangère, titres d'œuvres, noms de bateaux, etc.
- Les citations ne sont pas en italique mais en corps de texte normal. Elles sont entourées par des guillemets français : « et ».
- Les listes à puces sont à éviter, des paragraphes rédigés étant largement préférés. Les tableaux sont à réserver à la présentation de données structurées (résultats, etc.).
- Les appels de note de bas de page (petits chiffres en exposant, introduits par l'outil «  Source ») sont à placer entre la fin de phrase et le point final[comme ça].
- Les liens internes (vers d'autres articles de Wikipédia) sont à choisir avec parcimonie. Créez des liens vers des articles approfondissant le sujet. Les termes génériques sans rapport avec le sujet sont à éviter, ainsi que les répétitions de liens vers un même terme.
- Les liens externes sont à placer uniquement dans une section « Liens externes », à la fin de l'article. Ces liens sont à choisir avec parcimonie suivant les règles définies. Si un lien sert de source à l'article, son insertion dans le texte est à faire par les notes de bas de page.
- La présentation des références doit suivre les conventions bibliographiques. Il est recommandé d'utiliser les modèles {{Ouvrage}}, {{Chapitre}}, {{Article}}, {{Lien web}} et/ou {{Bibliographie}}. Le mode d'édition visuel peut mettre en forme automatiquement les références.
- Insérer une infobox (cadre d'informations à droite) n'est pas obligatoire pour parachever la mise en page.

Pour une aide détaillée, merci de consulter Aide:Wikification.
Si vous pensez que ces points ont été résolus, vous pouvez retirer ce bandeau et améliorer la mise en forme d'un autre article.

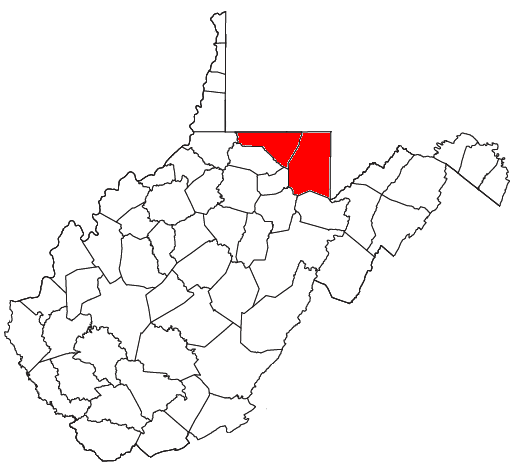
Carte de la Virginie-Occidentale avec, en rouge, la région métropolitaine de Morgantown.

La région métropolitaine de Morgantown, comme définie par le Bureau du recensement des États-Unis, est une zone composée de deux comtés du centre-nord de la Virginie-Occidentale, ancré par la ville de Morgantown. Au recensement de 2020, la zone compte 140 038 habitants. La zone fait partie de la zone statistique combinée de Morgantown-Fairmont, plus grande.

## Comtés
| Comté      | Recensement de 2020 | Recensement de 2010 | Change  |
| ---------- | ------------------- | ------------------- | ------- |
| Monongalia | 105 822             | 96 189              | +10,01% |
| Preston    | 34 216              | 33 520              | +2,08%  |
| Totale     | 140 038             | 129 709             | +7,96%  |

## Communautés

### Lieux incorporés et CDPs
- Lieu de plus de 30 000 habitants
  - Morgantown (Ville principale)

- Lieux de 5 000 à 10 000 habitants

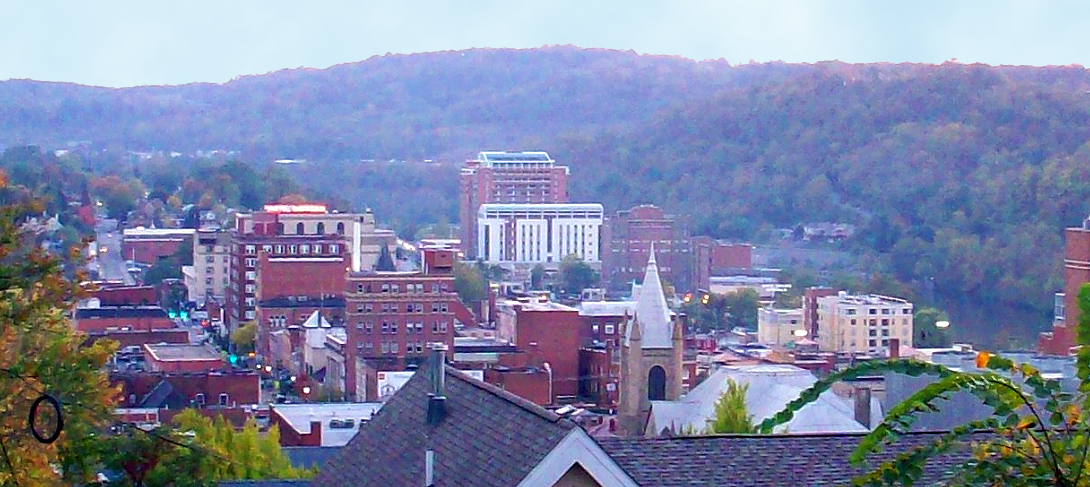
Centre-ville de Morgantown.

  - Cheat Lake (census-designated place)
  - Brookhaven (census-designated place)
- Lieux de 1 000 à 5 000 habitants
  - Cassville (census-designated place)
  - Granville
  - Kingwood
  - Terra Alta
  - Star City
  - Westover
- Lieux de 500 à 1 000 habitants
  - Masontown
  - Reedsville
  - Rowlesburg
- Lieux de moins de 500 habitants
  - Albright
  - Blacksville
  - Brandonville
  - Bruceton Mills
  - Newbourg
  - Tunnelton

### Lieux non incorporés
| - Afton - Alpine Lake - Amboy - Arnettsville - Arthurdale - Aurora - Austen - Baker Ridge - Behler - Bertha Hill - Booth - Borgman - Bowlby - Bretz - Brewer Hill - Browns Chapel - Bula - Canyon - Cascade - Cheat Neck - Chestnut Ridge - Clifton Mills - Clinton Furnace - Core - Corinth - Crossroads - Crown - Cuzzart - Daybrook - Dellslow - Delmar - Denver - Easton - Edna - Eglon - Evansville - Everettville | - Fellowsville - Fieldcrest - Flaggy Meadow - Fort Grand - Fort Martin - Georgetown - Gladefarms - Greer - Greystone - Gum Spring - Hagans - Halleck - Harmony Grove - Hazelton - Hilderbrand - Hoard - Hog Eye - Holman - Hopemont - Hopewell - Horse Shoe Run - Howesville - Hunting Hills - Independence - Jaco - Jakes Run - Jere - Kimberly - Klondike - Laurel Point - Little Falls - Little Sandy - Lowsville - Macdale - Maidsville | - Manheim - Manown - Maple - Marquess - McCurdyville - McMellin - Miracle Run - Mooresville - Morgan Heights - Mount Olivet - Mount Vernon - National - New Hill - Opekiska - Orr - Osage - Osgood - Pedlar - Pentress - Pierpont - Pioneer Rocks - Pisgah - Pleasantdale - Preston - Price Hill - Price - Pursglove - Ragtown - Randall - Richard - Ridgedale - Ringgold - Rock Forge - Rockville - Rodemer | - Rohr - Rosedale - Ruthbelle - Sabraton - Saint Cloud - Saint Joe - Saint Leo - Sandy - Scotch Hill - Sell - Silver Lake - Sinclair - Smithtown - Snider - Stevensburg - Stewartstown - Sturgisson - Sugar Valley - Suncrest Lake - Sunset Beach - The Mileground - Threefork Bridge - Triune - Turner Douglass - Tyrone - Uffington - Valley Point - Van Voorhis - Victoria - Wadestown - Wana - West End - West Sabraton - West Van Voorhis - White Oak Springs - Worley - Zevely |

## Données démographiques
Lors du recensement de 2000, 111 200 personnes, 44 990 ménages et 26 852 familles résident dans la MSA. La composition raciale de la MSA est de 93,97 % de Blancs, 2,56 % d'Afro-Américains, 0,17 % d'Amérindiens, 1,85 % d'Asiatiques, 0,04 % d'Insulaires du Pacifique, 0,25 % d'autres races et 1,16 % d'au moins deux races. Les Hispaniques ou Latinos de toute race représentent 0,89 % de la population.
Le revenu médian d'un ménage de la MSA est de 28 276 $ et le revenu médian d'une famille était de 38 266 $. Les hommes ont un revenu médian de 29 777 $ contre 20 867 $ pour les femmes. Le revenu par tête de la MSA est de 15 351 $.

Localisation du μSA Fairmont

## Zone statistique combinée
La MSA de Morgantown est combinée avec la μSA de Fairmont pour former la zone statistique combinée (CSA) de Morgantown-Fairmont, qui compte 186 127 habitants au recensement de 2010. En plus des deux comtés de la MSA de Morgantown, la CSA comprend la ville de Fairmont (population en 2020 : 18 313 habitants) et le reste du comté de Marion, qui se trouve au sud-ouest des comtés de la MSA de Morgantown.